# Zongo
Zongo är en stad i Kongo-Kinshasa. Den ligger i provinsen Sud-Ubangi, i den nordvästra delen av landet, 1 000 km norr om huvudstaden Kinshasa. Antalet invånare uppskattades 2015 till 132 265. Staden ligger vid Ubangifloden mittemot Centralafrikanska republikens huvudstad Bangui och fungerar ekonomiskt som en förort till denna.